# Spirinchus
Spirinchus es un género de peces en la familia osmeridae, de la orden osmeriformes y la clase teleostei. Fue descrito por primera vez por David Starr Jordan y Barton Warren Evermann en 1896.  Consta de tres especies que habitan en el océano Pacífico Norte y en las costas de Japón.

## Especies
- Spirinchus starksi.[4]
- Spirinchus thaleichthys
- Spirinchus lanceolatus